# 1893 a filmművészetben

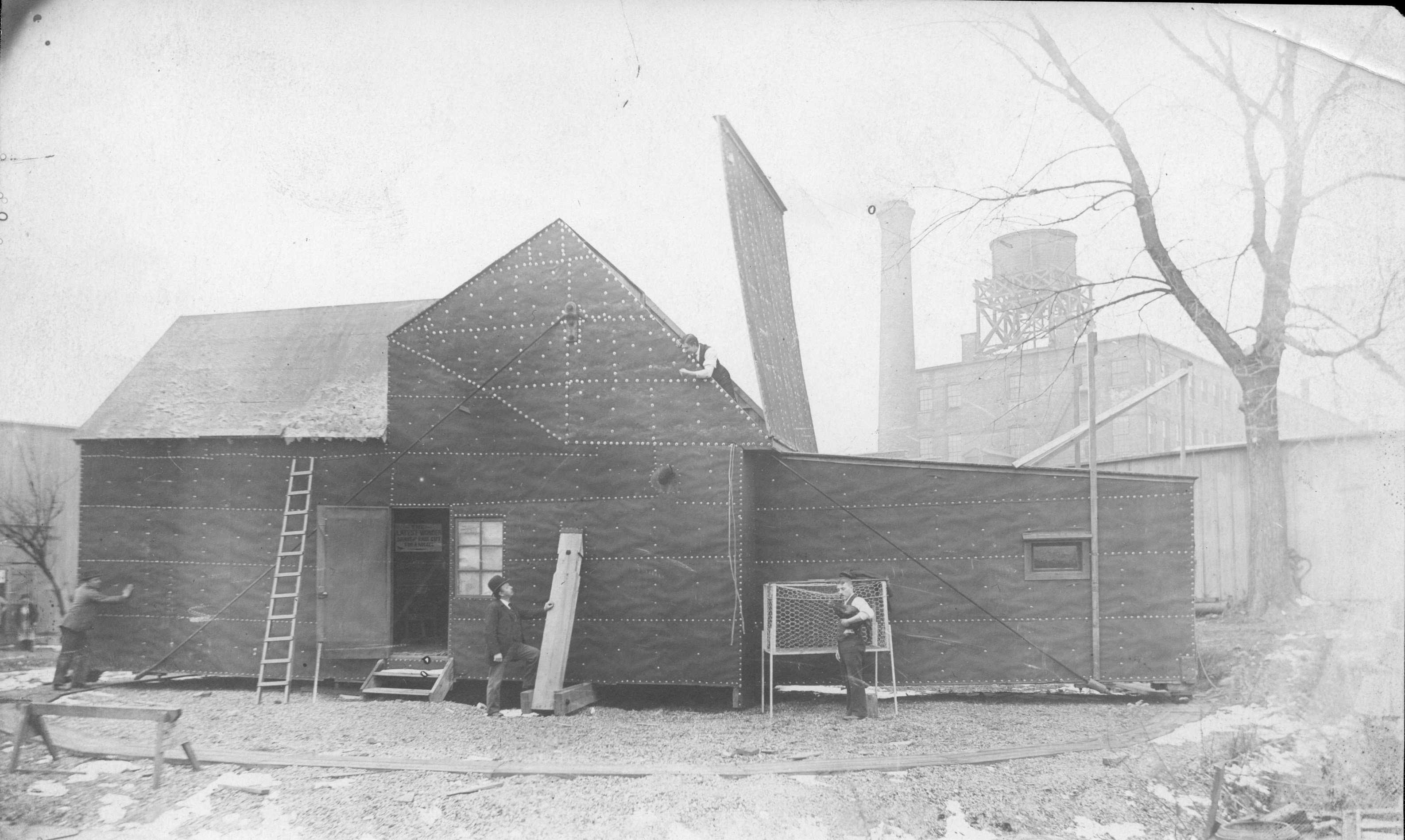
A Black Maria stúdió

## Események
Thomas Alva Edison megépíti a Black Maria stúdiót

## Filmek
- A patkolókovács r.: William K. L. Dickson
- Lópatkolás

## Születések
- február 10. – Jimmy Durante, amerikai színész és énekes († 1980)
- február 21. – Honthy Hanna, Kossuth-díjas magyar operettprimadonna, színésznő, érdemes és kiváló művész († 1978)
- március 29. – Astrid Holm, dán színésznő († 1961)
- április 3. – Leslie Howard, brit színész († 1943)
- április 12. – Robert Harron, amerikai színész († 1920)
- április 20. – Harold Lloyd, amerikai színész († 1971)
- május 19. – Bajor Gizi, Kossuth-díjas, kiváló művész, a Nemzeti Színház örökös tagja († 1951)
- augusztus 17. – Mae West, amerikai színésznő († 1980)
- szeptember 16. – Korda Sándor (Sir Alexander Korda), magyar származású brit filmrendező, producer († 1956)
- szeptember 26. – Gladys Brockwell, amerikai színésznő († 1929)
- október 14. – Lillian Gish, amerikai színésznő († 1993)
- december 7. – Fay Bainter, Oscar-díjas amerikai színésznő († 1968)
- december 12. – Edward G. Robinson, romániai születésű, amerikai színész († 1973)